# رولاند بيلي
رولاند بيلي (بالإنجليزية: Rowland Bailey)‏ (5 أكتوبر 1876 بملبورن في أستراليا - 24 مارس 1950 في أستراليا) هو لاعب كريكت أسترالي. لعب مع فريق فكتوريا للكريكت.

## وصلات خارجية
- رولاند بيلي على موقع إي آس بي آن كريك إنفو (الإنجليزية)